# Leif Kristian Nestvold-Haugen
Pour les articles homonymes, voir Haugen.
Leif Kristian Nestvold-Haugen, né le 29 novembre 1987 à Bærum, est un skieur alpin norvégien. Il participe pour la première fois à des Jeux olympiques d'hiver à Vancouver en 2010. Il obtient son meilleur résultat en Coupe du monde avec une 2e place au slalom géant de Kranjska Gora en 2017. Il a également remporté une médaille de bronze dans la même discipline lors des championnats du monde 2017 à Saint-Moritz.

## Biographie
Membre de Lommedalens IL, il court ses premières compétitions officielles de la FIS en 2002-2003. Vainqueur de sa première course FIS en 2004, il fait ses débuts avec l'équipe nationale en 2005, avec une participation aux Championnats du monde junior à Bardonèche, où elle prend notamment la dixième place du slalom. L'hiver suivant, il commence à concourir en Coupe d'Europe et obtient deux septièmes places aux Championnats du monde junior au Québec, sur le slalom et le slalom géant. En 2008-2009, il arbore les compétitions en Amérique du Nord, gagnant sa première épreuve de coupe continentale en slalom géant.
Il fait ses débuts en Coupe du monde en octobre 2009 à l'occasion du slalom géant de Sölden, où il se classe 26e, place synonyme de premiers points. Il passe en deuxième manche lors de plusieurs autres slaloms géants cette saison, dont à Alta Badia, où il finit seizième. En février 2010, il prend part à ses premiers jeux olympiques, skiant le slalom géant (28e) et le slalom (abandon).
En 2010-2011, son meilleur résultat est onzième du slalom géant à Alta Badia et surtout, il honore sa première sélection pour les championnats du monde à Garmisch-Partenkirchen, se classant seizième du slalom géant. En Coupe du monde, il signe son premier top dix dans un slalom en décembre 2012 à Madonna di Campiglio (8e), puis un premier top dix en slalom géant un an plus tard à Beaver Creek (8e), précédant une cinquième place au slalom géant d'Adelboden.
Aux Jeux olympiques d'hiver de 2014, à Sotchi, il se classe 16e du slalom géant et 12e du slalom. Encore auteur de trois huitièmes place en Coupe du monde 2014-2015, il échoue cependant à finir le slalom des Championnats du monde 2015 à Beaver Creek. 
En janvier 2017, il frôle le podium au slalom de Kitzbühel, prenant la quatrième place à quatre centièmes de Aleksandr Khoroshilov, troisième. Un mois plus tard, après avoir remonté quatre rangs, il décroche sa première récompense majeure avec la médaille de bronze au slalom géant, où il devance Henrik Kristoffersen, quatrième.
Il monte sur son premier podium en mars 2017 en terminant deuxième du slalom géant de Kranjska Gora, après avoir fini douzième de la première manche et pour s'incliner que face à Marcel Hirscher.
Aux Jeux olympiques d'hiver de 2018, il améliore ses résultats des jeux précédents, finissant 8e du slalom géant et 13e du slalom et remportant la médaille de bronze à l'épreuve par équipes. Il prend la septième place du slalom géant aux Championnats du monde 2019 à Åre.
Il renoue avec le podium en Coupe du monde lors de l'hiver 2019-2020, avec des troisièmes places à Beaver Creek et Garmisch-Partenkirchen, qui l'aident à occuper la sixième place au classement de la spécialité en fin de saison.
Après la saison 2020-2021, il change d'équipementier pour ses skis, passant de Rossi à Head.  À partir de 2021, s'investit dans le design de télécabines à Narvik dans l'optique de pouvoir accueillir la Coupe du monde.
Sa sœur Kristine Gjelsten Haugen est aussi une skieuse alpine de haut niveau. Il a étudié la finance à l'université de Denver.

## Palmarès

### Jeux olympiques
| Édition / Épreuve   | Slalom géant | Slalom | Par équipes |
| ------------------- | ------------ | ------ | ----------- |
| JO 2010 Vancouver   | 28e          | DNF    |             |
| JO 2014 Sotchi      | 16e          | 12e    |             |
| JO 2018 Pyeongchang | 8e           | 13e    | Bronze      |

### Championnats du monde
| Édition / Épreuve                    | Slalom géant | Slalom | Parallèle                        | Par équipes   |
| ------------------------------------ | ------------ | ------ | -------------------------------- | ------------- |
| Mondiaux 2011 Garmisch-Partenkirchen | 16e          | DNF    | Épreuve inexistante à cette date | -             |
| Mondiaux 2013 Schladming             | 24e          | 23e    | Épreuve inexistante à cette date | 1/8 de finale |
| Mondiaux 2015 Vail - Beaver Creek    | DNF          | -      | Épreuve inexistante à cette date | 1/4 de finale |
| Mondiaux 2017 Saint-Moritz           | Bronze       | 15e    | Épreuve inexistante à cette date | 1/4 de finale |
| Mondiaux 2019 Åre                    | 7e           | 40e    | Épreuve inexistante à cette date | 1/4 de finale |
| Mondiaux 2021 Cortina d'Ampezzo      | 16e          | -      | DNF                              |               |
| Mondiaux 2023 Courchevel-Méribel     |              |        |                                  | Argent        |

### Coupe du monde
- Meilleur classement général : 17e en 2017.
- 3 podiums individuels.
- 1 podium par équipes.

#### Classements détaillés de Coupe du monde
| Saison/ Classement | Général | Général | Descente | Descente | Slalom | Slalom | Slalom géant | Slalom géant | Super G | Super G | Combiné | Combiné | Parallèle                        | Parallèle                        |
| ------------------ | ------- | ------- | -------- | -------- | ------ | ------ | ------------ | ------------ | ------- | ------- | ------- | ------- | -------------------------------- | -------------------------------- |
| Saison/ Classement | Class.  | Points  | Class.   | Points   | Class. | Points | Class.       | Points       | Class.  | Points  | Class.  | Points  | Class.                           | Points                           |
| 2010               | 101e    | 38      | -        | -        | -      | -      | 30e          | 38           | -       | -       | -       | -       | Épreuve inexistante à cette date | Épreuve inexistante à cette date |
| 2011               | 89e     | 62      | -        | -        | 58e    | 6      | 26e          | 56           | -       | -       | -       | -       | Épreuve inexistante à cette date | Épreuve inexistante à cette date |
| 2012               | 97e     | 45      | -        | -        | 40e    | 20     | 37e          | 25           | -       | -       | -       | -       | Épreuve inexistante à cette date | Épreuve inexistante à cette date |
| 2013               | 51e     | 145     | -        | -        | 27e    | 61     | 24e          | 84           | -       | -       | -       | -       | Épreuve inexistante à cette date | Épreuve inexistante à cette date |
| 2014               | 36e     | 228     | -        | -        | 30e    | 50     | 10e          | 178          | -       | -       | -       | -       | Épreuve inexistante à cette date | Épreuve inexistante à cette date |
| 2015               | 44e     | 196     | -        | -        | 45e    | 14     | 11e          | 182          | -       | -       | -       | -       | Épreuve inexistante à cette date | Épreuve inexistante à cette date |
| 2016               | 41e     | 242     | -        | -        | 30e    | 61     | 13e          | 181          | -       | -       | -       | -       | Épreuve inexistante à cette date | Épreuve inexistante à cette date |
| 2017               | 17e     | 384     | -        | -        | 24e    | 102    | 6e           | 282          | -       | -       | -       | -       | Épreuve inexistante à cette date | Épreuve inexistante à cette date |
| 2018               | 24e     | 346     | -        | -        | 20e    | 148    | 8e           | 198          | -       | -       | -       | -       | Épreuve inexistante à cette date | Épreuve inexistante à cette date |
| 2019               | 40e     | 222     | -        | -        | 35e    | 48     | 13e          | 174          | -       | -       | -       | -       | Épreuve inexistante à cette date | Épreuve inexistante à cette date |
| 2020               | 21e     | 337     | -        | -        | 43e    | 27     | 6e           | 249          | -       | -       | -       | -       | 9e                               | 61                               |
| 2021               | 39e     | 210     | -        | -        | 49e    | 4      | 14e          | 196          | -       | -       | -       | -       | 21e                              | 10                               |

### Coupe d'Europe
- 4e du classement de slalom en 2017.
- 6 podiums, dont 2 victoires (en slalom).

### Coupe nord-américaine
- 4e du classement de slalom géant en 2009 et 2012.
- 9 podiums, dont 3 victoires (2 en slalom et 1 en slalom géant).

### Championnats de Norvège
Il a gagné deux titres en 2014 : le slalom et le slalom géant. Il est titré en 2017 et en 2021 sur le slalom géant.